# Marianne Illing
Marianne Illing, född 2 december 1974 i Ottawa, är en kanadensisk vattenpolospelare som ingick i det kanadensiska landslaget vid olympiska sommarspelen 2004.
Illing spelade tre matcher och gjorde ett mål i damernas vattenpoloturnering i samband med de olympiska vattenpolotävlingarna 2004 i Aten där Kanada kom på sjunde plats. Hon ingick i laget som kom på fjärde plats i VM 2003 i Barcelona.
Illing tog silver i damernas vattenpoloturnering i samband med panamerikanska spelen 2003 i Santo Domingo. Hon har utexaminerats från Carleton University.